# フライト農業
フライト農業（フライトのうぎょう）とは、航空機で運ぶのに適した農作物を栽培すること。
花卉（かき）・軽量野菜などの鮮度が重視され、重量が軽く単価の高い作物が適している。1980年代に日本各地で盛んに導入が検討され、福岡県朝倉町（現・朝倉市）を主産地とする、福岡空港を利用したネギのフライト農業は、成功モデルの一つとされた。その後、全国各地で試みられたものの、その成功例は多くない。
ただ、もちろん農作物輸送の本流ではないが、航空輸送そのものは、一部分とはいえ、既に定着しているといえる。
特に、究極のフライト農業とも言うべき、農道空港の利活用については、全て失敗しており、税金の無駄遣いとの批判が多い。

## フライト農業の問題点
輸送費の負担力
軽量で単価の高い作物がフライト農業に適しているといわれるが、高い空港輸送コストを負担できる、つまり容積の割に高い価格が付く作物は少ない。
また、農道空港を利用する小型機は積載量も少なく、輸送賃も割高になりがちである。
自動車輸送と比較してのコスト競争力
農産物輸送の大宗を占めるトラック輸送においては、高速道路の整備により、時間短縮が着実に進んでおり、航空輸送の時間的な面での優位性は低下している。
特に、バブル崩壊後は輸送費用圧縮により、トラックが奪い返した部分もある。
通年利用が困難
通年で貨物が発生するよう、航空輸送に適した作物の多様化を図るのも、現実には出来ない。
貨物輸送に適したダイヤでない
一機の貨物室が埋まるほどの量は確保できず、貨物専用便を利用することはない。旅客機のベリー貨物として混載輸送するほかないが、当然ながら、仕事・観光の旅客にとって便利な時間設定となっており、フライト農業の作物に適したダイヤでは無い。
こうしたことから、農道空港を利用したフライト農業を試みた地域もあったが、芳しい成果は上がっていない。